# 相模原市立夢の丘小学校
相模原市立夢の丘小学校（さがみはらしりつ ゆめのおか しょうがっこう）は、神奈川県相模原市南区当麻に存在する公立の小学校である。

## 教育目標
- ともに夢をひらく子どもの育成
  - 自ら学ぶ子
  - 共に生きる子
  - 創り出す子

## 沿革
- 2002年（平成14年）
  - 4月5日 - 開校式と最初の始業式挙行。
  - 4月8日 - 第1回入学式挙行。最初の新入生は101名で、この101名を含め、全校児童554名でスタートした。
  - 5月30日 - PTA設立総会開催。
  - 6月1日 - この日を開校記念日と定める。
- 2003年（平成15年）3月20日 - 第1回卒業式挙行。最初の卒業生は85名。
- 2004年（平成16年）4月22日 - 第1回木曜教室開催。
- 2007年（平成19年）
  - 5月15日 - 創立5周年記念として、航空写真撮影実施。
  - 6月25日 - 安全・安心携帯メール配信開始。
- 2008年（平成20年）
  - 3月14日 - 校庭に飲料水様兼貯水槽埋設工事完了。
  - 5月19日 - AED（自動体外式除細動器）設置。
- 2010年（平成22年）1月29日 - L21研究発表大会中間発表会。
- 2011年（平成23年）11月11日 - 創立10周年記念式典挙行。
- 2014年（平成26年）7月30日 - ピロティ前花壇を撤去。
- 2018年（平成30年）1月12日 - 開校15周年記念全校児童ドローン撮影実施。

## 児童数・学級数
- 本校の児童数は全学年合計で386人。学級数は全学年合計で17学級となっている（2024年（令和6年）5月1日現在）[1]。

## 通学区域
- 相模原市中央区[2]
  - 上溝1～29・45～51・53～55・57～113・114の2・115の2・116の2～118・134の2・135の2・136・138～184・185の2・186の2・190の2・191の2・245の2・246の2～6・247の2・248の2・271・272・273の2・274の2・275の2・276・277の2・277の3・278の1・279～296
  - 田名8466・8667～9362・9386～9436・9564・9565の2・9565の3・9566～9639・9643・9790～9963・9964の3・9965の3・9966・9967の3・9968の3・9969の3・9970・9971・9973の3・9974の3・9976の3・9977の3・9978の3・9981の2・10004の3・10004の4・10005の3・10008の3・10009の3・10012の3・10013の3 10014・10015・10018～10044・10333～10928
  - 田名塩田1丁目
  - 田名塩田2丁目
  - 田名塩田3丁目
  - 田名塩田4丁目
- 相模原市南区
  - 下溝1～315・336～367・1341～1352・2176の1・2194の1・2195の1・2196～2202・2205の3・2205の4・2205の7・2205の8・2205の11・2303～2317・2327～2332の1・2333の2～5・ 2339の2・2339の3・2340の2・2340の3・2341の2～4・2344の2～5・2352の2～4・2353～2356・2363～2640・5740
  - 当麻1～747・823・826～829・831・832の3・833～837・850～1108・1110～1174・1441～1472・1484の2・1486～1489・1496～1510・1523・1526～1549・1559・1560・1563～1567・1578・1581～1595・1607～1609・1640～1644・1658～1777・1798～1844・1848～2825・3536～3673

## 進学中学校
- 相模原市中央区[3]
  - 相模原市立上溝南中学校-上溝1〜29・45〜51・53〜55・57〜113・114の2・115の2・116の2〜118・134の2・135の2・136・138~184・185の2・186の2・190の2・191の2・245の2・246の2〜6・247の2・248の2・271・272・273の2・274の2・275の2・276・277の2〜3・278の1・279〜296に居住の児童が進学
  - 相模原市立田名中学校-田名8466・8667〜9362・9386〜9436・9564・9565の2・9565の3・9566〜9639・9643・9790〜9963・9964の3・9965の3・9966・9967の3・9968の3・9969の3・9970・9971・9973の3・9974の3・9976の3・9977の3・9978の3・9981の2・10004の3〜4・10005の3・10008の3・10009の3・10012の3・10013の3 10014・10015・10018〜10044・10333〜10928、田名塩田1丁目〜4丁目に居住の児童が進学
- 相模原市南区
  - 相模原市立相陽中学校-下溝1〜315・336〜367・1341〜1352・2176の1・2194の1・2195の1・2196〜2202・2205の3・2205の4・2205の7・2205の8・2205の11・2303〜2317・2327〜2332の1・2333の2〜5・2339の2・2339の3・2340の2・2340の3・2341の2〜4・2344の2〜5・2352の2〜4・2353〜2356・2363〜2640・5740、当麻1〜747・823・826〜829・831・832の3・833〜837・850〜1108・1110〜1174・1441〜1472・1484の2・1486〜1489・1496〜1510・1523・1526〜1549・1559・1560・1563〜1567・1578・1581〜1595・1607〜1609・1640〜1644・1658〜1777・1798〜1844・1848〜2825・3536〜3673に居住の児童が進学

## 交通アクセス
- 神奈川中央交通「厚79」・「厚81」・「当02」の各系統で、「夢の丘小学校入口」停留所より、
  - のりば1（原当麻駅行(「厚」系統)、北里大学病院・北里大学行(「当02」系統)）から、徒歩約265m・約4分。
  - のりば2（厚木バスセンター行(「厚」系統)、田名バスターミナル行(「当02」系統)）から、徒歩約205m・約3分。
- JR東日本相模線原当麻駅から、
  - 徒歩約945m・約14分。
  - 上述の神奈中バス（「厚」系統）に乗車し1分、「夢の丘小学校入口」停留所下車後、徒歩。
- 首都圏中央連絡自動車道（圏央道）相模原愛川ICから、車で約790m・約2分。

## 学校周辺
本校は南区と区境線に近く、◯印が付されている施設は南区に所在する。
- 特別養護老人ホームよもぎの里愛の丘 - 相模原市道をはさんで、敷地が隣接。
- くぼういん公園
- ◯東京電力パワーグリッド北相模変電所
- 光明学園相模原高等学校附属光明幼稚園
- 光明学園相模原高等学校